# هيرمان هوفمان
هيرمان هوفمان (بالألمانية: Hermann Hoffmann)‏ (و. 1819 – 1891 م) هو عالم نبات، وأستاذ جامعي من الاتحاد الألماني . ولد في فرانكفورت .
وكان عضو في الأكاديمية الألمانية للعلوم ليوبولدينا .
توفي في غيسن ، عن عمر يناهز 72 عاماً.

## مناصب وهيئات
أدار جامعة غيسن.